# Gustavo Huet
Gustavo Huet Bobadilla (Città del Messico, 22 novembre 1912 – Puebla, 20 novembre 1951) è stato un tiratore a segno messicano, vincitore di una medaglia d'argento ai Giochi olimpici di Los Angeles 1932.
Partecipò a tre edizioni dei Giochi olimpici, vincendo la medaglia d'argento al suo debutto a soli 19 anni. Morì investito da un pilota ubriaco mentre svolgeva il suo mestiere di poliziotto sulla strada di Puebla, dove si disputava la Carrera Panamericana.

## Palmarès
| Anno | Manifestazione  | Sede        | Evento         | Risultato | Prestazione | Note |
| ---- | --------------- | ----------- | -------------- | --------- | ----------- | ---- |
| 1932 | Giochi olimpici | Los Angeles | Carabina 50m T | Argento   | 294         |      |
| 1936 | Giochi olimpici | Berlino     | Carabina 50m T | 7º        | 296         |      |
| 1948 | Giochi olimpici | Londra      | Carabina 50m T | 30º       | 588         |      |